# 세계 개발 정보의 날
1972년 유엔 총회는 유엔의 날인 10월 24일에 맞춰 세계 개발 정보의 날(World Development Information Day) 또는 세계 발전 정보의 날을 제정하기로 결정했다. 총회는 매년 개발 문제와 국제적 강화의 필요성에 대해 세계 여론의 관심을 환기시키는 목적을 가지고 있었다. 문제를 해결하기 위해 협력한다.
이 날은 1970년 제2국가 개발 10년을 위한 국제 개발 전략이 채택된 날로 더욱 인정되었다.
1972년 5월 17일 유엔 무역 개발 회의(UNCTAD)는 무역과 개발 문제에 관한 정보 보급과 여론 동원을 위한 조치를 제안했다. 이는 1972년 12월 19일 UN 총회에서 통과된 결의안 3038(XXVII)로 알려졌다. 이 결의안은 전 세계 사람들이 개발 문제에 관심을 갖도록 돕기 위해 세계 개발 정보의 날을 도입할 것을 요구했다. 이 행사의 또 다른 목적은 이러한 문제를 해결하기 위한 방법을 찾기 위해 국제 협력을 강화해야 하는 이유를 일반 대중에게 설명하는 것이다. 총회는 또한 유엔 업무에서 발전의 중심 역할을 강조하기 위해 이날을 유엔의 날과 일치시켜야 한다고 결정했다. 세계 개발 정보의 날은 1973년 10월 24일 처음 개최된 이래 매년 이 날을 기념하고 있다.
최근 몇 년 동안 많은 행사에서 오늘의 제목을 약간 다르게 해석했다. 이들은 디지털 격차가 없는 인터넷과 휴대전화 같은 현대 정보 기술이 사람들에게 경고를 주고 무역과 개발 문제에 대한 해결책을 찾는 데 할 수 있는 역할에 집중했다. 세계 개발 정보의 날의 구체적인 목적 중 하나는 젊은이들에게 정보를 제공하고 동기를 부여하는 것이었고 이러한 변화는 이 목표를 더욱 발전시키는 데 도움이 될 수 있다.

## 같이 보기
- 세계전기통신정보사회의 날